# 竹東三環幫
竹東三環幫，或稱為「新竹三環幫」，台灣新竹縣竹東鎮為據點的黑幫角頭團體，實際成員人數不明，主要成員多活動在新竹地區，並且與多個縣市黑幫串聯。被視為創幫老大的「賴達」賴增財曾經捲入天道盟太陽會紛爭遭到槍殺因而震驚社會。
竹東三環幫並無組織型態，而是由在地角頭聚集所形成的本省角頭團體，在1970年代由「賴達」賴增財、「賴皮」賴增基等人發起結成。該角頭幫派與成立於台北公館的三環幫並非相同黑幫團體，未免混淆現今警方及大眾媒體多稱為「竹東三環幫」，而該幫派成員也多自稱為「竹東企業」。

## 略史

### 創立初期
1960年4月，新竹縣竹東鎮當地角頭「賴達」賴增財、「賴皮」賴增基等人，聚集在新竹縣竹東鎮下公館一帶成立「三環幫」，並以暴力討債、恐嚇取財、詐欺、走私等為主要活動，同時在1990年代經營賭博電玩業崛起展露頭角。其幫派老大「賴達」賴增財於1984年「一清專案」大掃黑期間列為掃黑對象而入獄關押。
2001年11月13日，「賴達」賴增財於竹東鎮自己經營「海鮮原味餐廳」參加友人的婚宴，結束後步出婚宴會場時遭到天道盟太陽會的殺手「飛龍」陳長齡近距離使用衝鋒槍射擊槍殺。警方查出賴增財與「新太陽會」結盟，因而捲入新舊太陽會的派系鬥爭，並且與「舊太陽會」爭取新竹縣地區砂石業的利益主導權所引發殺機，賴增財遭射殺的事件也引發竹東三環幫與舊太陽會之間的武裝鬥爭。
竹東三環幫勢力由賴增財的左右手「隆隆」徐盛隆出面揚言要替老大復仇，並且跨縣市從桃園、新竹等地購入多數武器與召集人馬，準備對「舊太陽會」進行大規模的復仇行動。新竹警方擔心會造成社會治安嚴重動蕩，嚴厲監控竹東三環幫。並在2002年1月將徐盛隆逮捕，並且搜出大量武器，逮捕竹東三環幫的相關成員，因此使得竹東三環幫沉寂一時。

### 近年發展
2009年1月間，竹東三環幫份子鄭姓少年涉及竹東鎮青年林寶文被殺棄屍案，引起新竹地區民眾不安，警方高度關注懷疑鄭姓少年只是出面頂罪，並且兵分多路大動作強力掃蕩竹東三環幫30個據點捕捉該幫相關人士20餘人。
2013年，警方破獲由竹東三環幫份子林芫慶為首的暴力討債集團，因涉及多起暴力討債、殺人、恐嚇等案件遭警方強力掃蕩。
2015年至2019年間，竹東三環幫成員逐漸對外自稱為「竹東企業」，用以公司企業名稱掩飾幫派名號，並持續在新竹地區多次進行犯罪活動，前後相繼在竹東鎮、關西鎮、尖石鄉等地，涉及多起暴力、恐嚇、詐騙、槍擊、搶佔地盤等犯罪事件，影響新竹地區治安甚鉅。

## 主要成員
- 「賴達」賴增財 -新竹縣竹東地方角頭，創幫老大。2001年間因砂石業利益糾紛遭天道盟太陽會槍殺身亡。
- 「賴皮」賴增基

賴增基於112/11/28出殯

## 參閲
- 臺灣黑幫

## 外部連結
- 組織犯罪防制條例 （页面存档备份，存于）（繁體中文）